# Списак епизода серије Смрт у рају

Смрт у рају је британско-француска крими комедија коју је створио Роберт Торогуд. Серија је смештена на измишљено карипско острво Сент Мери (снимљено на Гвадалупеу) и усредсређује се на детектива инспектора (ДИ) из Британије и његову полицијску екипу која решава загонетна убиства на острву.
Серија Смрт у рају тренутно броји 14 сезона и 116 епизода.

## Преглед
| Сезона | Сезона | Епизоде | Епизоде | Оригинално емитовање | Оригинално емитовање | Просек гледалаца (у милионима) |
| Сезона | Сезона | Епизоде | Епизоде | Премијера            | Финале               | Просек гледалаца (у милионима) |
| ------ | ------ | ------- | ------- | -------------------- | -------------------- | ------------------------------ |
|        | 1.     | 8       | 8       | 25. октобар 2011.    | 13. децембар 2011.   | 5.89                           |
|        | 2.     | 8       | 8       | 8. јануар 2013.      | 26. фебруар 2013.    | 7.67                           |
|        | 3.     | 8       | 8       | 14. јануар 2014.     | 4. март 2014.        | 8.46                           |
|        | 4.     | 8       | 8       | 8. јануар 2015.      | 26. фебруар 2015.    | 8.60                           |
|        | 5.     | 8       | 8       | 7. јануар 2016.      | 25. фебруар 2016.    | 8.08                           |
|        | 6.     | 8       | 8       | 5. јануар 2017.      | 23. фебруар 2017.    | 8.45                           |
|        | 7.     | 8       | 8       | 4. јануар 2018.      | 22. фебруар 2018.    | 7.72                           |
|        | 8.     | 8       | 8       | 10. јануар 2019.     | 28. фебруар 2019.    | 7.84                           |
|        | 9.     | 8       | 8       | 9. јануар 2020.      | 27. фебруар 2020.    | 7.54                           |
|        | 11.    | 9       | 9       | 26. децембар 2021.   | 25. фебруар 2022.    | 7.52                           |
|        | 12.    | 9       | 9       | 26. децембар 2022.   | 24. фебруар 2023.    | 7.31                           |
|        | 13.    | 9       | 9       | 26. децембар 2023.   | 24. март 2024.       | 7.30                           |
|        | 14.    | 9       | 9       | 22. децембар 2024.   | 28. март 2025.       | н. п.                          |
|        | 15.    | н. п.   | н. п.   | децембар 2025.       | 2026.                | н. п.                          |

## Епизоде

### 1. сезона (2011)
Бен Милер, Сара Мартинс, Дени Џон-Џулс, Гери Кар и Дон Варингтон су ушли у главну поставу као Ричард Пул, Камил Бордеј, Двејн Мајерс, Фидел Бест и Селвин Патерсон.
| Бр. еп. (укупно) | Бр. еп. (у сезони) | Наслов                  | Редитељ      | Сценариста     | Премијера          | Гледаност у Британији (милиони) |
| ---------------- | ------------------ | ----------------------- | ------------ | -------------- | ------------------ | ------------------------------- |
| 1                | 1                  | "Долазак у рај"         | Чарлс Палмер | Роберт Торогуд | 25. октобар 2011.  | 6,78                            |
| 2                | 2                  | "Кобна прва брачна ноћ" | Роџер Голдби | Роберт Торогуд | 1. новембар 2011.  | 6,53                            |
| 3                | 3                  | "Предвиђање убиства"    | Чарлс Палмер | Роберт Торогуд | 8. новембар 2011.  | 5,31                            |
| 4                | 4                  | "Недостаје тело?"       | Роџер Голдби | Џејмс Пејн     | 15. новембар 2011. | 5,82                            |
| 5                | 5                  | "Пронађите разлику"     | Алфред Лот   | Хари Холмс     | 22. новембар 2011. | 5,45                            |
| 6                | 6                  | "Бескорисна помоћ"      | Алфред Лот   | Роберт Торогуд | 29. новембар 2011. | 5,30                            |
| 7                | 7                  | "Музика убиства"        | Пол Харисон  | Џек Лотијан    | 6. децембар 2011.  | 5,66                            |
| 8                | 8                  | "Међу нама"             | Пол Харисон  | Роберт Торогуд | 13. децембар 2011. | 6,29                            |

### 2. сезона (2013)
Елизабет Буржин је унапређена у главну поставу на почетку сезоне.
| Бр. еп. (укупно) | Бр. еп. (у сезони) | Наслов                   | Редитељ      | Сценариста      | Премијера         | Гледаност у Британији (милиони) |
| ---------------- | ------------------ | ------------------------ | ------------ | --------------- | ----------------- | ------------------------------- |
| 9                | 1                  | "Убиство на плантажи"    | Кит Боук     | Делинда Џејкобс | 8. јануар 2013.   | 8,20                            |
| 10               | 2                  | "Безбожничка смрт"       | Алрик Рајли  | Колин Бајтвеј   | 15. јануар 2013.  | 7,84                            |
| 11               | 3                  | "Смрт на клиници"        | Дејвид О'Нил | Ден Сефтон      | 22. јануар 2013.  | 7,98                            |
| 12               | 4                  | "Смртоносно проклетство" | Алрик Рајли  | Роберт Торогуд  | 29. јануар 2013.  | 7,68                            |
| 13               | 5                  | "Убиство на броду"       | Кит Боук     | Џек Лотијан     | 5. фебруар 2013.  | 7,21                            |
| 14               | 6                  | "Сунчев зрак"            | Алрик Рајли  | Колин Бајтвеј   | 12. фебруар 2013. | 7,49                            |
| 15               | 7                  | "Олујни догађај"         | Дејвид О'Нил | Џејмс Пејн      | 19. фебруар 2013. | 7,42                            |
| 16               | 8                  | "Смртоносни пријем"      | Алрик Рајли  | Роберт Торогуд  | 26. фебруар 2013. | 7,50                            |

### 3. сезона (2014)
- Бен Милер је напустио главну поставу на почетку сезоне.
- Крис Маршал је унапређен у главну поставу у 2. епизоде након гостовања у 1. епизоди.
- Гери Кар је напустио серију на крају сезоне.

| Бр. еп. (укупно) | Бр. еп. (у сезони) | Наслов                      | Редитељ         | Сценариста                    | Премијера         | Гледаност у Британији (милиони) |
| ---------------- | ------------------ | --------------------------- | --------------- | ----------------------------- | ----------------- | ------------------------------- |
| 17               | 1                  | "Смрт детектива"            | Сила Вер        | Роберт Торогуд                | 14. јануар 2014.  | 8,69                            |
| 18               | 2                  | "Погрешан човек"            | Сила Вер        | Дејзи Кулман                  | 21. јануар 2014.  | 8,46                            |
| 19               | 3                  | "Уметничко убиство"         | Душан Лазаревић | Пол Лог                       | 28. јануар 2014.  | 8,04                            |
| 20               | 4                  | "Ви маловерни"              | Душан Лазаревић | Ијан Кершо                    | 4. фебруар 2014.  | 8,45                            |
| 21               | 5                  | "Политичко самоубиство"     | Роберт Квин     | Роберт Торогуд                | 11. фебруар 2014. | 8,84                            |
| 22               | 6                  | "Птица раноранилица"        | Роберт Квин     | Џ. Ч. Вишлер и Сајмон Винстон | 18. фебруар 2014. | 8,27                            |
| 23               | 7                  | "Човек са златним пиштољем" | Ричард Сини     | Џек Лотијан                   | 25. фебруар 2014. | 8,40                            |
| 24               | 8                  | "Црвена смрт"               | Ричард Сини     | Роберт Торогуд                | 4. март 2014.     | 8,52                            |

### 4. сезона (2015)
- Сара Мартинс је напустила главну поставу након 4. епизоде.
- Тоби Бејкер се придружио главној постави у 5. епизоди.

| Бр. еп. (укупно) | Бр. еп. (у сезони) | Наслов                            | Редитељ      | Сценариста         | Премијера         | Гледаност у Британији (милиони) |
| ---------------- | ------------------ | --------------------------------- | ------------ | ------------------ | ----------------- | ------------------------------- |
| 25               | 1                  | "Убод у тами"                     | Ричард Сини  | Роберт Торогуд     | 8. јануар 2015.   | 8,92                            |
| 26               | 2                  | "Скривене тајне"                  | Ричард Сини  | Сајмон Винстон     | 15. јануар 2015.  | 8,51                            |
| 27               | 3                  | "Дабогда..."                      | Дејвид О'Нил | Том Хигинс         | 22. јануар 2015.  | 8,45                            |
| 28               | 4                  | "Док вас смрт не растави"         | Дејвид О'Нил | Ребека Војчеховски | 29. јануар 2015.  | 8,69                            |
| 29               | 5                  | "Пливање у убиству"               | Пол Марфи    | Ијан Кершо         | 5. фебруар 2015.  | 8,47                            |
| 30               | 6                  | "Савршено убиство"                | Пол Марфи    | Марк Брадерхуд     | 12. фебруар 2015. | 8,38                            |
| 31               | 7                  | "Убијена је двапут"               | Ричард Сини  | Дејна Фејнару      | 19. фебруар 2015. | 9,10                            |
| 32               | 8                  | "Какав није отац, такав није син" | Ричард Сини  | Метју Бери         | 26. фебруар 2015. | 8,30                            |

### 5. сезона (2016)
| Бр. еп. (укупно) | Бр. еп. (у сезони) | Наслов                 | Редитељ      | Сценариста     | Премијера         | Гледаност у Британији (милиони) |
| ---------------- | ------------------ | ---------------------- | ------------ | -------------- | ----------------- | ------------------------------- |
| 33               | 1                  | "Сложено убиство"      | Едвард Бенет | Роберт Торогуд | 7. јануар 2016.   | 8,71                            |
| 34               | 2                  | "Неко мора да иде"     | Едвард Бенет | Ден Мјурден    | 14. јануар 2016.  | 8,17                            |
| 35               | 3                  | "Позирање у убиству"   | Одри Кук     | Том Хигинс     | 21. јануар 2016.  | 7,83                            |
| 36               | 4                  | "Лично убиство"        | Одри Кук     | Ема Гудвин     | 28. јануар 2016.  | 7,78                            |
| 37               | 5                  | "Изгубљен идентитет"   | Роџер Симонс | Роберт Торогуд | 4. фебруар 2016.  | 8,14                            |
| 38               | 6                  | "Искривљивање убиства" | Роџер Симонс | Дејна Фејнару  | 11. фебруар 2016. | 7,90                            |
| 39               | 7                  | "Крваво црвено море"   | Ричард Сини  | Вил Фишер      | 18. фебруар 2016. | 8,00                            |
| 40               | 8                  | "Пламен љубави"        | Ричард Сини  | Метју Бери     | 25. фебруар 2016. | 8,09                            |

### 6. сезона (2017)
- Крис Маршал је напустио серију након 6. епизоде.
- Ардал О'Хенлон је унапређен у главну поставу у 7. епизоди након епизодног појављивања у 5. и 6. епизоди.

| Бр. еп. (укупно) | Бр. еп. (у сезони) | Наслов                  | Редитељ         | Сценариста     | Премијера         | Гледаност у Британији (милиони) |
| ---------------- | ------------------ | ----------------------- | --------------- | -------------- | ----------------- | ------------------------------- |
| 41               | 1                  | "Ерупција у убиству"    | Клер Винјард    | Дејна Фејнару  | 5. јануар 2017.   | 9,26                            |
| 42               | 2                  | "Тајна Пламеног дрвета" | Џермејн Џулијен | Кели Џоунс     | 12. јануар 2017.  | 8,69                            |
| 43               | 3                  | "Немогуће убиство"      | Клер Винјард    | Алекс Вокер    | 19. јануар 2017.  | 8,21                            |
| 44               | 4                  | "Запањујуће убиство"    | Џермејн Џулијен | Ден Мјурден    | 26. јануар 2017.  | 7,96                            |
| 45               | 5                  | "Човек у мору (1. део)" | Ричард Сини     | Роберт Торогуд | 2. фебруар 2017.  | 8,04                            |
| 46               | 6                  | "Човек у мору (2. део)" | Ричард Сини     | Роберт Торогуд | 9. фебруар 2017.  | 8,71                            |
| 47               | 7                  | "Корацима убице"        | Сајмон Дилејни  | Дејна Фејнару  | 16. фебруар 2017. | 8,32                            |
| 48               | 8                  | "Убиство на изборима"   | Сајмон Дилејни  | Вил Фишер      | 23. фебруар 2017. | 8,42                            |

### 7. сезона (2018)
- Дени Џон-Џулс је напустио главну поставу на крају сезоне.

| Бр. еп. (укупно) | Бр. еп. (у сезони) | Наслов                 | Редитељ          | Сценариста      | Премијера         | Гледаност у Британији (милиони) |
| ---------------- | ------------------ | ---------------------- | ---------------- | --------------- | ----------------- | ------------------------------- |
| 49               | 1                  | "Убиство одозго"       | Џонатан Гершфилд | Роберт Торогуд  | 4. јануар 2018.   | 8,17                            |
| 50               | 2                  | "Улози су велики"      | Стјуарт Свасенд  | Џејк Ридел      | 11. јануар 2018.  | 8,04                            |
| 51               | 3                  | "Записано у убиству"   | Џонатан Гершфилд | Џастин Јанг     | 18. јануар 2018.  | 8,22                            |
| 52               | 4                  | "Исцелитељ"            | Стјуарт Свасенд  | Том Хигинс      | 25. јануар 2018.  | 7,65                            |
| 53               | 5                  | "Убиство на задушнице" | Ијан Барнс       | Роберт Торогуд  | 1. фебруар 2018.  | 7,53                            |
| 54               | 6                  | "Медитација у убиству" | Ијан Барнс       | Демијан Вејлинг | 8. фебруар 2018.  | 7,38                            |
| 55               | 7                  | "Тамне успомене"       | Сара Вокер       | Џејмс Хол       | 15. фебруар 2018. | 7,6                             |
| 56               | 8                  | "Мелодија убиства"     | Сара Вокер       | Вил Фишер       | 22. фебруар 2018. | 7,19                            |

### 8. сезона (2019)
- Шико Амос се придружила главној постави у 2. епизоди.
- Жозефин Жобер је напустила главну поставу након 6. епизоде.
- Од Легастелоа се придружила главној постави у 7. епизоди.

| Бр. еп. (укупно) | Бр. еп. (у сезони) | Наслов                      | Редитељ         | Сценариста     | Премијера         | Гледаност у Британији (милиони) |
| ---------------- | ------------------ | --------------------------- | --------------- | -------------- | ----------------- | ------------------------------- |
| 57               | 1                  | "Убиство у Оноре екпресу"   | Стјуарт Свасенд | Пол Лог        | 10. јануар 2019.  | 8,34                            |
| 58               | 2                  | "Баш животињско убиство"    | Стјуарт Свасенд | Џастин Јанг    | 17. јануар 2019.  | 7,91                            |
| 59               | 3                  | "Боље да ниси ни била ту"   | Сара О'Ѓорман   | Џејмс Хол      | 24. јануар 2019.  | 7,54                            |
| 60               | 4                  | "Дан фрапе смрти"           | Сара О'Ѓорман   | Том Неш        | 31. јануар 2019.  | 7,98                            |
| 61               | 5                  | "Преко сињег мора (1. део)" | Џермејн Џулијен | Сало Абот      | 7. фебруар 2019.  | 7,47                            |
| 62               | 6                  | "Преко сињег мора (2. део)" | Џермејн Џулијен | Роџер Енстон   | 14. фебруар 2019. | 7,75                            |
| 63               | 7                  | "Убиство на радио-таласима" | Ричард Сини     | Роберт Торогуд | 21. фебруар 2019. | 7,61                            |
| 64               | 8                  | "Убиство почиње код куће"   | Ричард Сини     | Џејмс Хол      | 28. фебруар 2019. | 8,09                            |

### 9. сезона (2020)
- Ардал О'Хенлон је напустио серију половином сезоне.
- Ралф Литл се придружио главној постави половином сезоне.
- Од Легастелоа-Биде и Шико Амос су напустиле серију на крају сезоне.

| Бр. еп. (укупно) | Бр. еп. (у сезони) | Наслов                          | Редитељ      | Сценариста                        | Премијера         | Гледаност у Британији (милиони) |
| ---------------- | ------------------ | ------------------------------- | ------------ | --------------------------------- | ----------------- | ------------------------------- |
| 65               | 1                  | "Ђаволско убиство"              | Ијан Барбер  | Џејмс Хол                         | 9. јануар 2020.   | 8,12                            |
| 66               | 2                  | "Убиство на портрету"           | Ијан Барбер  | Том Неш                           | 16. јануар 2020.  | 7,62                            |
| 67               | 3                  | "Тур де убиство"                | Полет Рендал | Ориен Месина и Феј Раслинг        | 23. јануар 2020.  | 7,45                            |
| 68               | 4                  | "Гусари са попришта убиства"    | Полет Рендал | Вил Фишер                         | 30. јануар 2020.  | 7,43                            |
| 69               | 5                  | "Промена"                       | Ричард Сини  | Роберт Торогуд                    | 6. фебруар 2020.  | 7,69                            |
| 70               | 6                  | "Убиство на Комарачком острву"  | Ричард Сини  | Том Неш и Кефи Чедвик             | 13. фебруар 2020. | 8,04                            |
| 71               | 7                  | "Смрт у салону"                 | Џени Дарнел  | Џејмс Хол и Викторија Асаре-Арчер | 20. фебруар 2020. | 7,18                            |
| 72               | 8                  | "Сад га видиш, сад га не видиш" | Џени Дарнел  | Џејмс Хол                         | 27. фебруар 2020. | 6,77                            |

### 10. сезона (2021)
- Жозефин Жобер се вратила у главну поставу на почетку сезоне.
- Таџ Мајлс се придружио главној постави у 2. епизоди.
- Тоби Бејкер је напусти главну поставу на крају сезоне.

| Бр. еп. (укупно) | Бр. еп. (у сезони) | Наслов                        | Редитељ     | Сценариста             | Премијера         | Гледаност у Британији (милиони) |
| ---------------- | ------------------ | ----------------------------- | ----------- | ---------------------- | ----------------- | ------------------------------- |
| 73               | 1                  | "Пробно емитовање"            | Ричард Сини | Џастин Јанг            | 7. јануар 2021.   | 8,42                            |
| 74               | 2                  | "Паклена признања"            | Ричард Сини | Ема Гудвин             | 14. јануар 2021.  | 7,71                            |
| 75               | 3                  | "Срећни у љубави"             | Крис Фогин  | Џејмс Хол и Хелен Блек | 21. јануар 2021.  | 7,87                            |
| 76               | 4                  | "Ланчана реакција"            | Крис Фогин  | Ден Мјурден            | 28. јануар 2021.  | 8,07                            |
| 77               | 5                  | "Музика за моје уши (1. део)" | Џордан Хог  | Џејмс Хол              | 4. фебруар 2021.  | 8,38                            |
| 78               | 6                  | "Лаж или срећа (2. део)"      | Џордан Хог  | Џејмс Хол              | 5. фебруар 2021.  | 8,62                            |
| 79               | 7                  | "Негде у времену"             | Тоби Фроу   | Тoм Неш                | 12. фебруар 2021. | 7,75                            |
| 80               | 8                  | "Никад те нећу пустити"       | Тоби Фроу   | Џули Диксон            | 18. фебруар 2021. | 8,19                            |

### 11. сезона (2021−22)
- Шантол Џексон се придружила главној постави у 2. епизоди.
- Жозефин Жобер је поново напустила главну поставу након 5. епизоде.
- Џини Холдер се придружила главној постави у 6. епизоди након епизодног појављивања у 7. сезони.

| Бр. еп. (укупно) | Бр. еп. (у сезони) | Наслов                     | Редитељ    | Сценариста                 | Премијера          | Гледаност у Британији (милиони) |
| ---------------- | ------------------ | -------------------------- | ---------- | -------------------------- | ------------------ | ------------------------------- |
| 81               | 1                  | "Божић у рају"             | Бен Келет  | Џејмс Хол                  | 26. децембар 2021. | 7,93                            |
| 82               | 2                  | "Последњи позив за Оноре"  | Џени Падон | Роберт Торогуд             | 7. јануар 2022.    | 8,25                            |
| 83               | 3                  | "Двоструки баук"           | Џени Падон | Кевин Рандл и Џејмс Хол    | 14. јануар 2022.   | 7,66                            |
| 84               | 4                  | "Смрт на лету"             | Леон Лопез | Ијан Џарвис                | 21. јануар 2022.   | 7,81                            |
| 85               | 5                  | "На тајном задатку и крај" | Леон Лопез | Џејмс Хoл и Роберт Торогуд | 28. јануар 2022.   | 7,55                            |
| 86               | 6                  | "Аналгетик трилер"         | Тоби Фроу  | Ашер Пајри и Џејмс Хол     | 4. фебруар 2022.   | 7,36                            |
| 87               | 7                  | "Убиство преко телефона"   | Тоби Фроу  | Ема Гудвин                 | 11. фебруар 2022.  | 7,15                            |
| 88               | 8                  | "Лирско убиство"           | Рут Карни  | Џилијан Менион             | 18. фебруар 2022.  | 7,36                            |
| 89               | 9                  | "Смрт пијуна"              | Рут Карни  | Џејмс Хол                  | 25. фебруар 2022.  | 7,08                            |

### 12. сезона (2022−23)
| Бр. еп. (укупно) | Бр. еп. (у сезони) | Наслов                         | Редитељ                 | Сценариста                | Премијера          | Гледаност у Британији (милиони) |
| ---------------- | ------------------ | ------------------------------ | ----------------------- | ------------------------- | ------------------ | ------------------------------- |
| 90               | 1                  | "Дух смрти"                    | Рут Карни               | Џејмс Хол                 | 26. децембар 2022. | 7,82                            |
| 91               | 2                  | "Убиство у звездама"           | Деклан Рекс             | Ијан Џарвис               | 6. јануар 2023.    | 7,70                            |
| 92               | 3                  | "Смрт у заједници"             | Деклан Рекс             | Ема Гудвин и Џејмс Хол    | 13. јануар 2023.   | 7,84                            |
| 93               | 4                  | "Убиство на отвореном мору"    | Стив Брет               | Кит Ламберт и Џејмс Хол   | 20. јануар 2023.   | 7,32                            |
| 94               | 5                  | "Непријатан повратак кући"     | Стив Брет               | Катерина Вотсон           | 27. јануар 2023.   | 7,28                            |
| 95               | 6                  | "О светости деце"              | Леон Лопез              | Том Неш                   | 3. фебруар 2023.   | 7,25                            |
| 96               | 7                  | "Упозорење о убиству (1. део)" | Анђела де Кастелај Смит | Патрик Хомс               | 10. фебруар 2023.  | 6,89                            |
| 97               | 8                  | "Греси детектива (2. део)"     | Анђела де Кастелај Смит | Џејмс Хол                 | 17. фебруар 2023.  | 7,10                            |
| 98               | 9                  | "Калипсо карамба"              | Леон Лопез              | Џејмс Хол и Лиса Мекмалин | 24. фебруар 2023.  | 7,17                            |

### 13. сезона (2023−24)
- Таџ Мајлс је напустио серију након 6. епизоде.
- Дени Џон-Џулс се вратио у главну поставу у 8. епизоди након гостовања у 7. епизоди.
- Ралф Литл је напустио серију на крају сезоне.

| Бр. еп. (укупно) | Бр. еп. (у сезони) | Наслов                   | Редитељ               | Сценариста               | Премијера         | Гледаност у Британији (милиони) |
| ---------------- | ------------------ | ------------------------ | --------------------- | ------------------------ | ----------------- | ------------------------------- |
| 99               | 1                  | "Иза тебе је"            | Стив Брет             | Џејмс Хол                | 4. фебруар 2024.  | 6.61                            |
| 100              | 2                  | "У круг"                 | Стив Хјуз             | Том Неш и Џејмс Хол      | 4. фебруар 2024.  | 7.66                            |
| 101              | 3                  | "Извучен је ваш број"    | Стив Хјуз             | Патрик Хомс              | 11. фебруар 2024. | 7.43                            |
| 102              | 4                  | "Послужење убиства"      | Енџи де Кастелај Смит | Катерина Вотсон          | 18. фебруар 2024. | 6.96                            |
| 103              | 5                  | "Баш електрично убиство" | Енџи де Кастелај Смит | Џејмс Кери и Патрик Хомс | 25. фебруар 2024. | 7.30                            |
| 104              | 6                  | "Док Сунце залази"       | Трејси Ларкомб        | Џејмс Хол                | 3. март 2024.     | 7.01                            |
| 105              | 7                  | "Убиство пада"           | Трејси Ларкомб        | Џејмс Колман             | 10. март 2024.    | 7.35                            |
| 106              | 8                  | "Прича о два острва"     | Леон Лопез            | Џејмс Хол                | 17. март 2024.    | 7.26                            |
| 107              | 9                  | "Убиство на небу"        | Леон Лопез            | Џејмс Хол                | 24. март 2024.    | 7.47                            |

### 14. сезона (2024−25)
Смрт у рају (14. сезона)

### 15. сезона (2025−26)
Смрт у рају (15. сезона)